# Lancaster (Missouri)
Pour les articles homonymes, voir Lancaster.
La ville de Lancaster est le siège du comté de Schuyler, situé dans l'État du Missouri, aux États-Unis. Lors du recensement de 2010, sa population s’élevait à 728 habitants.